# Football à Antigua-et-Barbuda

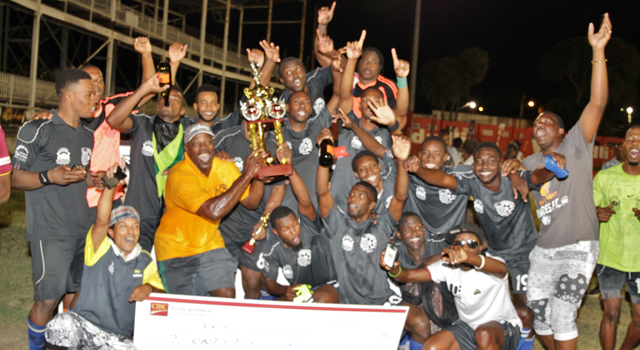
Célébration du football à Antigua-et-Barbuda

Le football à Antigua-et-Barbuda est l'un des sports les plus populaires. Dans les Caraïbes, c'est le second sport derrière le cricket.

## Système de divisions
| Niveau | Championnat                                  |
| ------ | -------------------------------------------- |
| 1      | Digicel/Red Stripe Premier Division 10 clubs |
|        | ↓↑ 2 ou 3 clubs                              |
| 2      | First Division 12 clubs                      |
|        | ↓↑ 2 ou 3 clubs                              |
| 3      | Second Division 22 clubs                     |